# Dojran
Dojran (macedonio, Дојран) es una ciudad ubicada en la orilla occidental del lago Doiran en la parte sureste de Macedonia del Norte. Dojran está formada por dos ciudades de pescadores: Nov (Nuevo) Dojran (asentamiento desde el final de la Primera Guerra Mundial a la Segunda Guerra Mundial) y Star (Vieja) Dojran, que contiene tanto ruinas antiguas y como construcciones recientes, especialmente hoteles, centros vacacionales y restaurantes. Dojran se encuentra a 170 km de Skopje, 59 km de Strumica y alrededor de 30 km de Gevgelija. Los aeropuertos más cercanos son el Aeropuerto Internacional de Tesalónica "Macedonia" y el el de Skopie. El alcalde de Dojran es actualmente Risto Gušev.
Dojran, anteriormente Star Dojran, fue primero habitada en tiempos prehistóricos, y el primer documento escrito de la ciudad fue del siglo V en el que el historiador griego Heródoto, escribió sobre los peonios, un antiguo pueblo tracio-ilirio, quienes comenzaron y expansionaron la ciudad. Heródoto señala cómo los peonios vivieron en asentamientos accesibles solo en bote, asentamientos que aún existen hoy en el lado oeste y norte del lago Doiran, entre las zonas de cañas y el propio lago. La economía de Dojran siempre ha dependido de la pesca y el éxito en el negocio se atribuye a antiguos métodos tradicionales de pesca usados por los pescadores.